# Katharine McPhee
Katharine Hope McPhee (* 25. März 1984 in Los Angeles) ist eine US-amerikanische Popsängerin und Schauspielerin.

## Karriereverlauf
2006 erreichte McPhee bei der Castingshow American Idol den zweiten Platz und erhielt einen Plattenvertrag bei RCA Records. Im Januar 2007 erschien ihr erstes Album Katharine McPhee. Ihre erste Single Over It erreichte den 29. Platz der US-Charts. Das Album landete auf Platz 2 der US-Album-Charts. 2008 endete der Vertrag mit RCA. Ihr zweites Album Unbroken erschien Anfang 2010 bei ihrer neuen Plattenfirma Verve Records und erreichte Platz 27 der Charts.
Seit 2008 arbeitet sie auch als Schauspielerin, so etwa in dem Kinofilm House Bunny. Von 2012 bis 2013 spielte sie die Hauptrolle der Karen Cartwright in der Musicalserie Smash. Von 2014 bis 2018 spielte sie die Rolle der Paige Dineen in der Fernsehserie Scorpion. Von September bis Dezember 2021 nahm McPhee zusammen mit ihrem Ehemann David Foster als Banana Split an der sechsten Staffel der US-amerikanischen Version von The Masked Singer teil, bei der sie den dritten Platz belegten.

## Privatleben
Im Juni 2018 verlobte sie sich mit dem kanadischen Songwriter, Produzenten und Komponisten David Foster. Sie heirateten ein Jahr später im englischen Kensington. Im Februar 2021 bekam das Paar einen Sohn.

## Diskografie

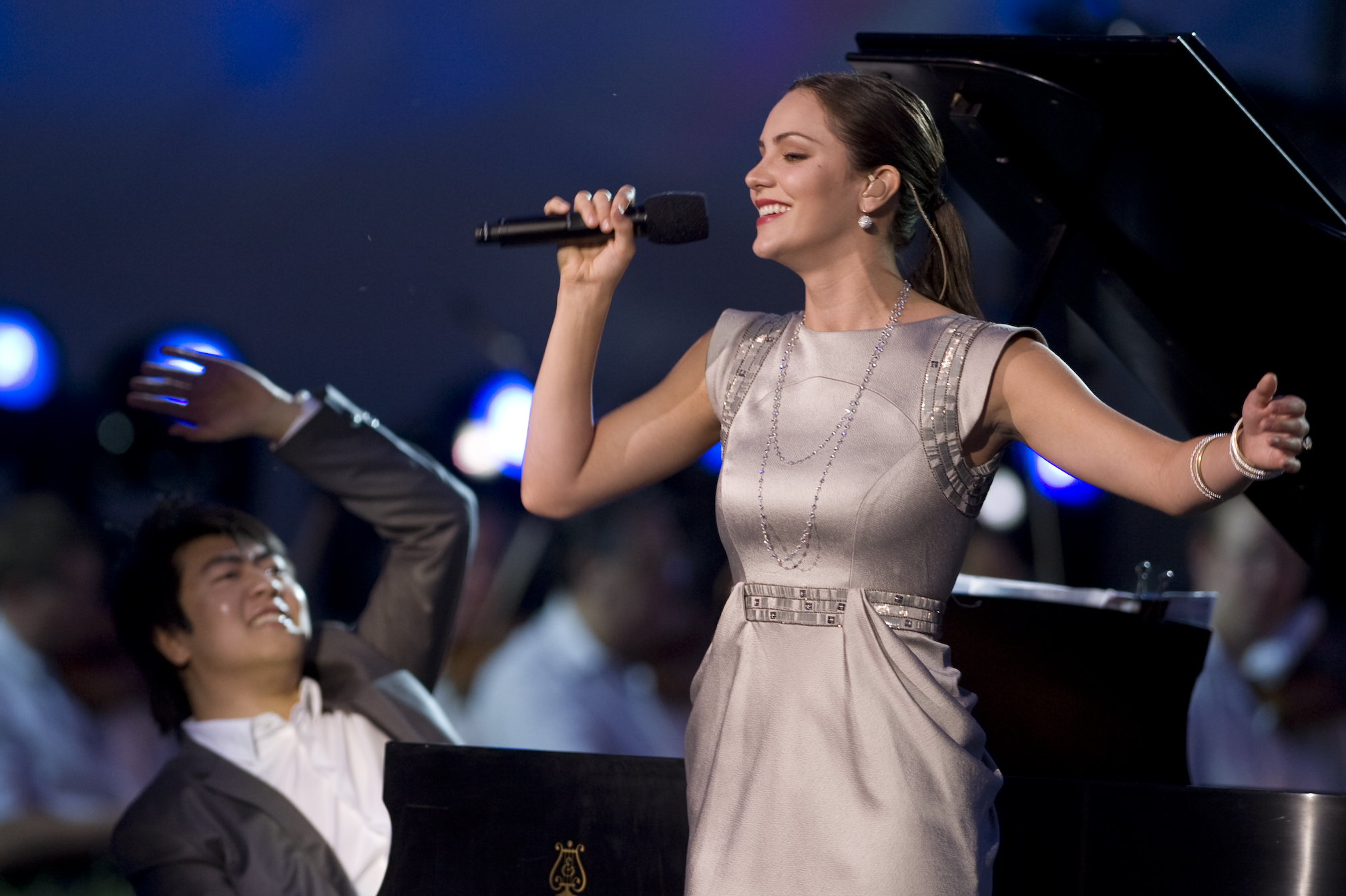
Katharine McPhee mit Lang Lang (2009)

### Alben
- 2007: Katharine McPhee
- 2010: Unbroken
- 2010: Christmas Is the Time to Say I Love You
- 2015: Hysteria
- 2017: I Fall in Love Too Easily
- 2018: Live on Soundstage
- 2023: Christmas Songs mit David Forster

### Singles
- 2006: My Destiny / Somewhere over the Rainbow
- 2007: Over It
- 2007: Love Story
- 2009: Had It All
- 2009: Say Goodbye
- 2015: Lick My Lips
- 2017: Sooner or Later (I Always Get My Man)
- 2018: Living in the Moment (Soundtrack von "Book Club")
- 2019: She Used to Be Mine (Soundtrack von Waitress")
- 2022: Jingle Bell Rock (mit David Foster)

## Filmografie
- 2008: House Bunny
- 2009: CSI: NY (Fernsehserie, Episode 5x20)
- 2011: Shark Night 3D
- 2011: Küssen verboten! – Honeymoon mit Hindernissen (You May Not Kiss the Bride)
- 2012–2013: Smash (Fernsehserie, 23 Episoden)
- 2014: In My Dreams (Fernsehfilm)
- 2014–2018: Scorpion (Fernsehserie, 93 Episoden)
- 2017: The Lost Wife of Robert Durst (Fernsehfilm)
- 2018: Bayou Caviar
- 2021: Country Comfort (Fernsehserie)
- 2022: The Tiger Rising